# San José Chiapa
San José Chiapa là một đô thị thuộc bang Puebla, México. Năm 2005, dân số của đô thị này là 7414 người.